# Desvres
Desvres (Nederlands: Deveren of Deverne) is een gemeente in het Franse departement Pas-de-Calais (regio Hauts-de-France). De plaats maakt deel uit van het arrondissement Boulogne-sur-Mer. Desvres telde op 1 januari 2022 4.827 inwoners. In de stad is het Musée de la Céramique gevestigd.

## Geografie
De oppervlakte van Desvres bedroeg op 1 januari 2022 9,42 vierkante kilometer; de bevolkingsdichtheid was toen 512,4 inwoners per km².

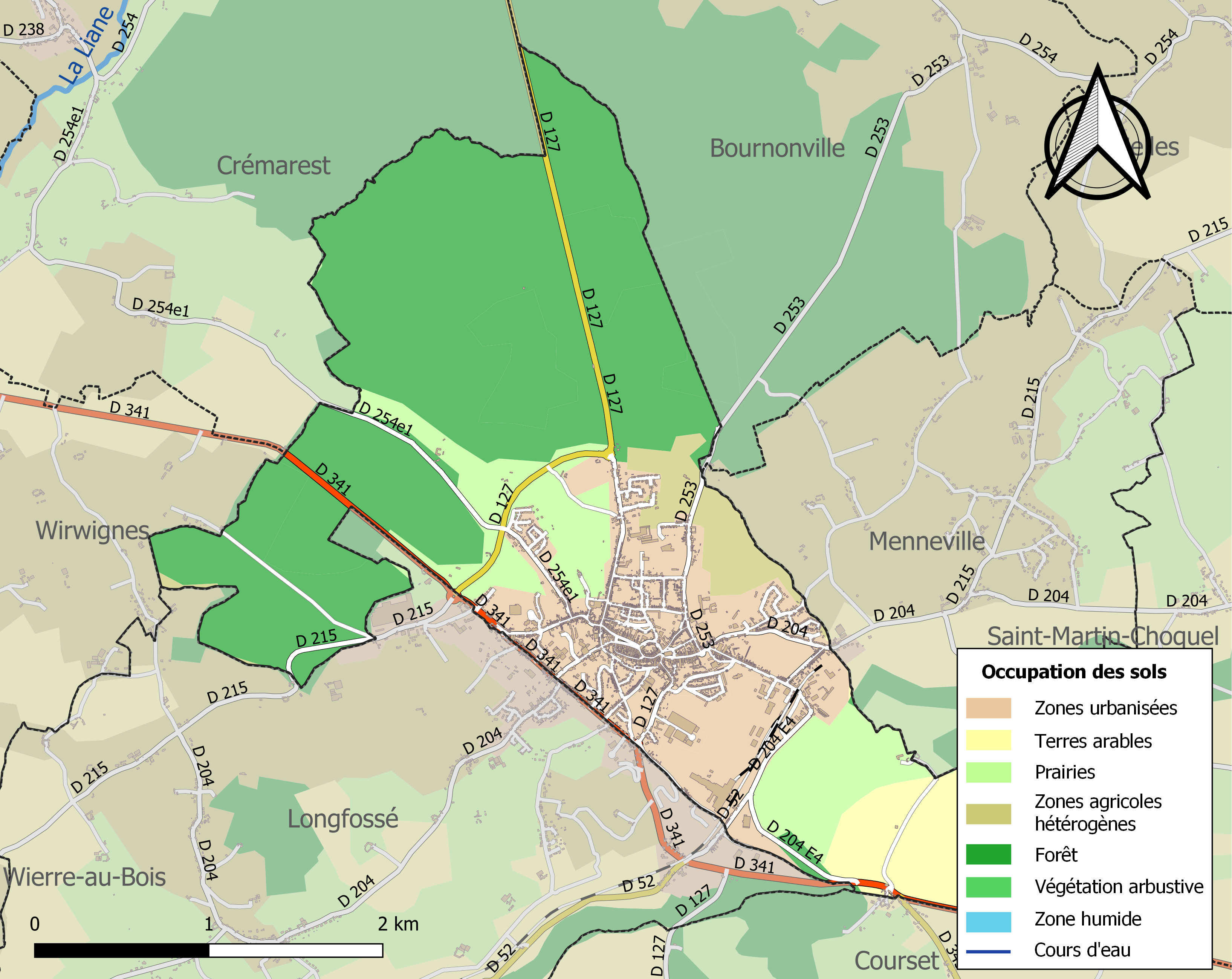
Kaart van de gemeente met de belangrijkste infrastructuur, bodemgebruik en omliggende gemeenten

## Demografie
Onderstaande figuur toont het verloop van het inwonertal (bron: INSEE-tellingen).

## Geboren
- Henri Cornet (1884-1941), wielrenner
- Jean Molinet